# Fauna (album)
 For alternative betydninger, se Fauna (flertydig). (Se også artikler, som begynder med Fauna)
Fauna er debutalbummet fra den danske sanger Oh Land. Det blev udgivet i Danmark den 10. november af det uafhængige danske pladeselskab Fake Diamond Records. The album received generally positive acclaim in her home country.

## Spor
| #   | Titel              | Længde |
| --- | ------------------ | ------ |
| 1.  | "Numb"             | 4:38   |
| 2.  | "Still Here!"      | 3:16   |
| 3.  | "Frostbite"        | 4:49   |
| 4.  | "Heavy Eyes"       | 3:47   |
| 5.  | "Postpone the Bad" | 3:23   |
| 6.  | "Koo Koo"          | 1:53   |
| 7.  | "Audition Day"     | 3:55   |
| 8.  | "I Found You"      | 3:27   |
| 9.  | "Release Me"       | 4:38   |
| 10. | "Namazu"           | 3:05   |
| 11. | "Alive/Awake"      | 3:42   |
| 12. | "Deep-Sea"         | 3:32   |